# 薩氏單孔魨
薩氏單孔魨又名薩氏魨為輻鰭魚綱魨形目四齒魨亞目四齒魨科的其中一種，為熱帶淡水魚，分布於亞洲湄公河流域，體長可達11.5公分，棲息在泥底層水域，生活習性不明。

## 扩展阅读
維基物種上的相關：薩氏單孔魨